# Martine Auguet
Martine Auguet est une joueuse française de football née le 8 mai 1957, évoluant au poste de défenseur.

## Biographie
Martine Auguet évolue de 1977 à 1980 à l'Olympique de Marseille. En février 1979, elle dispute son premier match en équipe de France face au Pays de Galles (victoire 6-0). Sa cinquième et dernière sélection en équipe de France a lieu en 1980.